# 明大前站
明大前站（日语：／ Meidaimae eki */?）是位於日本東京都世田谷區松原二丁目，屬於京王電鐵的鐵路車站。
此站是京王線與井之頭線的交差站。京王線的車站編號是KO06、井之頭線是IN08。

## 概要
本站是京王線、井之頭線的主要車站，全列車停車。京王線與井之頭線在本站立體交匯。
2007年5月24日，車站大樓frente明大前開幕。在此之前的3月31日，井之頭線下行月台出站專用剪票口frente口啟用。frente明大前有部分店鋪在井之頭線下行月台。工程開始前，月台旁有個稱作「無事湖」的水池。

## 歷史
明大前站（松原站）原本是東京山手急行電鐵的第二山手線構想中，預定與山手急行交差的車站。也因如此，於車站吉祥寺端，橫跨玉川上水的水道橋預留了雙複線鐵路（帝都電鐵的井之頭線、山手急行等4線）架設空間。這是終未實現的山手急行唯一遺留下的痕跡。另外月台澀谷端原本預留與京王線做4線立體交匯的空間，最後被挪用為電梯設置空間。

### 京王線
- 1913年（大正2年）4月15日 - 隸屬於京王電氣軌道的車站，以火藥庫前站之名開業。
- 1917年（大正6年） - 改名松原站。
- 1935年（昭和10年）2月8日 - 改名明大前站。
- 1944年（昭和19年）5月31日 - 與東京急行電鐵（大東急）合併。成為該公司京王線的車站。
- 1948年（昭和23年）6月1日 - 從東急分離，成立京王帝都電鐵，成為該公司的車站。
- 2001年（平成13年）3月27日 - 修訂列車營運表新設置了準特急列車，並停靠此站。

### 井之頭線
- 1933年（昭和8年）8月1日 - 隸屬於帝都電鐵的車站，以西松原站之名開始營運。
- 1935年（昭和10年）2月8日 - 改名為明大前站。
- 1940年（昭和15年）5月1日 - 與小田原急行鐵道合併，成為該公司帝都線的車站。
- 1942年（昭和17年）5月1日 - 小田急電鐵與東京急行電鐵（大東急）合併。
- 1948年（昭和23年）6月1日 - 從東急分離，成立京王帝都電鐵，成為該公司井之頭線的車站。
- 2005年（平成17年）11月 - 井之頭線下行線月台零售店因改建而關閉。
- 2007年（平成19年）5月24日 - 車站大樓「Frente明大前」開幕。與井之頭線下行線月台相接。

### 站名由来
在1935年，隨著明治大學預科（當時）遷移至車站附近，車站也改名為「明大前」（明治大學前）。站名由來的明治大學和泉校舍立於甲州街道北側，人文、社會科學系學部的1、2年級生在此校區就讀。
此外，開業當時「火藥庫前」令人感到沈重的站名，其典故來自甲州街道（國道20號）沿路一代曾經是江戶時代德川幕府的煙硝藏（鐵砲、火藥的儲藏設施）。當時周邊地區為了預防野火、火災發生而禁止狩獵。到了明治時代，火藥庫被陸軍接管後並未被經常使用。其後關東大地震之際，受災的築地本願寺墓地遷移至當地，現在成為了築地本願寺和田堀廟所。

## 車站構造
車站建築構造為地下1層、地上2層。車站出入閘口位於地面1樓，2樓為京王線月台，地下1樓則為井之頭線月台。兩條線路皆為相對式月台2面2線的配置。
早晚的通勤尖峰時段時，車站內的通道及井之頭線部分的上行線月台的幅面狹窄，加上乘車人潮密集之故，轉車時需要花費較多的時間。此外，京王線、井之頭線的上行電車乘客多且人潮不斷，故使用了團子式運行（將列車進站時間間隔縮短至猶如日式丸子串一般緊密。進站列車提早至站外等候，當前一輛班列車離站後迅速補上用以消化人潮的機制）。
井之頭線下行線月台 - 閘口內中央通道，以及井之頭線上行線月台 - 京王線上行線月台之間設有電扶梯。而電扶梯設有井之頭線下行線月台 - 閘口內中央通道、京王線下行線月台 - 閘口內中央通道、井之頭線上行線月台 - 閘口內中央通道 - 京王線上行線月台等三座。
洗手間設置於車站1樓閘口内，同時基於通用設計的概念也設有無障礙洗手間。
2007年3月31日於井之頭線下行線月台中央開設新的出站專用閘口frente口（フレンテ口）。與同年開幕的京王集團所屬商業設施「Frente明大前」連接，此大樓的一樓平面覆蓋至井之頭線下行線月台，並且有部分店鋪開設在此月台內。
因京王線於明大前站 - 新宿之間分歧為新宿站、京王新線新宿站的關係，當站2號線月台的列車進站廣播時，亦會同時強調列車的行進方向為「新宿行」及「京王線新宿行」，避免乘客誤乘的狀況。同樣的措施也使用於笹塚站。
京王線與井之頭線於早上的通勤尖峰時段時，僅單向的列車就能運行至1小時30班。由於一座月台只有一股鐵道之故，無法使用櫻上水站的交叉運行措施，故列車離站之後下一班的列車會馬上接著進站（特別是在往八王子方向的軌道為直線段的關係，甚至可以看到下下一班的列車），列車緊密地持續進出站也造成月台上隨時都有列車在站的景象。
於2001年2月，月台的屋頂設置太陽光電系統，產生的電力供給了站內設施的運作。該系統與新能源產業技術綜合開發機構（NEDO）共同研究設置，最大發電量為30kW。
京王線目標在2022年度完成高架化計畫，完成後將從現在的側式2面2線擴增為島式2面4線。

### 月台配置
| 月台                    | 路線     | 方向 | 目的地                               |
| ----------------------- | -------- | ---- | ------------------------------------ |
| 京王線月台（2樓）       |          |      |                                      |
| 1                       | 京王線   | 下行 | 調布、橋本、京王八王子、高尾山口方向 |
| 2                       | 京王線   | 上行 | 笹塚、新宿、都營新宿線方向           |
| 井之頭線月台（地下1樓） |          |      |                                      |
| 3                       | 井之頭線 | 下行 | 永福町、久我山、吉祥寺方向           |
| 4                       | 井之頭線 | 上行 | 下北澤、澀谷方向                     |

- 除了部分列車，原則上京王線與井之頭線的班表並未配合。
- 往新宿的列車會顯示「往京王線新宿」，以便區別京王線新宿站與新線新宿站。代田橋站、笹塚站也是相同情形。

## 使用狀況
2016年度的1日平均上下車人次為：京王線61,476人、井之頭線45,918人，總計107,394人，京王線、井之頭線間轉乘178,289人。
上下車乘客人數及乘車人數推移如下所記。
| 年度               | 1日平均 上下車人次 | 1日平均 上下車人次 | 轉乘人次 | 1日平均 上車人次 | 1日平均 上車人次 | 1日平均 上車人次 |
| 年度               | 京王線             | 井之頭線           | 轉乘人次 | 京王線           | 井之頭線         | 來源             |
| ------------------ | ------------------ | ------------------ | -------- | ---------------- | ---------------- | ---------------- |
| 1955年（昭和30年） | 16,630             | 12,394             | 40,112   |                  |                  |                  |
| 1960年（昭和35年） | 21,274             | 16,990             | 61,446   |                  |                  |                  |
| 1965年（昭和40年） | 29,748             | 22,359             | 86,047   |                  |                  |                  |
| 1970年（昭和45年） | 31,247             | 20,822             | 102,865  |                  |                  |                  |
| 1975年（昭和50年） | 34,495             | 23,171             | 121,160  |                  |                  |                  |
| 1980年（昭和55年） | 31,807             | 34,261             | 141,026  |                  |                  |                  |
| 1983年（昭和58年） |                    | 38,209             |          |                  |                  |                  |
| 1985年（昭和60年） | 37,738             | 28,528             | 158,916  |                  |                  |                  |
| 1990年（平成02年） | 41,704             | 28,500             | 167,044  | 20,795           | 14,293           | [ 7 ]            |
| 1991年（平成03年） | 42,461             |                    |          | 21,172           | 14,309           | [ 8 ]            |
| 1992年（平成04年） |                    |                    |          | 20,967           | 14,058           | [ 9 ]            |
| 1993年（平成05年） |                    |                    |          | 20,896           | 13,608           | [ 10 ]           |
| 1994年（平成06年） |                    |                    |          | 20,726           | 13,534           | [ 11 ]           |
| 1995年（平成07年） | 40,231             | 26,308             | 164,950  | 20,068           | 13,142           | [ 12 ]           |
| 1996年（平成08年） |                    |                    |          | 19,967           | 13,129           | [ 13 ]           |
| 1997年（平成09年） |                    |                    |          | 19,778           | 12,408           | [ 14 ]           |
| 1998年（平成10年） |                    |                    |          | 19,723           | 12,090           | [ 15 ]           |
| 1999年（平成11年） |                    |                    |          | 19,525           | 11,910           | [ 16 ]           |
| 2000年（平成12年） | 39,559             | 24,457             | 162,660  | 19,721           | 12,121           | [ 17 ]           |
| 2001年（平成13年） |                    |                    |          | 20,225           | 12,351           | [ 18 ]           |
| 2002年（平成14年） |                    |                    |          | 20,041           | 12,093           | [ 19 ]           |
| 2003年（平成15年） | 40,201             | 24,473             | 168,559  | 20,085           | 12,475           | [ 20 ]           |
| 2004年（平成16年） | 40,250             | 24,468             | 168,215  | 20,197           | 12,532           | [ 21 ]           |
| 2005年（平成17年） | 40,966             | 25,052             | 168,929  | 20,529           | 12,978           | [ 22 ]           |
| 2006年（平成18年） | 41,572             | 25,300             | 171,785  | 20,770           | 13,197           | [ 23 ]           |
| 2007年（平成19年） | 47,667             | 30,671             | 171,785  | 23,628           | 15,557           | [ 24 ]           |
| 2008年（平成20年） | 49,607             | 32,943             | 172,530  | 24,627           | 16,682           | [ 25 ]           |
| 2009年（平成21年） | 50,293             | 33,406             | 171,646  | 25,003           | 16,888           | [ 26 ]           |
| 2010年（平成22年） | 50,800             | 33,716             | 169,727  | 25,255           | 17,063           | [ 27 ]           |
| 2011年（平成23年） | 49,433             | 33,684             | 169,104  | 24,549           | 17,022           | [ 28 ]           |
| 2012年（平成24年） | 49,647             | 34,865             | 172,727  | 24,699           | 17,605           | [ 29 ]           |
| 2013年（平成25年） | 49,487             | 34,558             | 172,881  | 24,665           | 17,394           | [ 30 ]           |
| 2014年（平成26年） | 52,885             | 38,141             | 171,224  | 26,345           | 19,101           | [ 31 ]           |
| 2015年（平成27年） | 60,135             | 44,473             | 176,100  | 29,958           | 22,232           | [ 32 ]           |
| 2016年（平成28年） | 61,476             | 45,918             | 178,289  |                  |                  |                  |

## 車站周邊
早期站前廣場道路寬幅狹窄，未設置圓環道路。2009年道路拓寬後，為提昇交通機能而整建了環形車道。
因為北邊有明治大學和泉校舍的關係，周邊開設有以學生消費族群為主的喫茶店、文具店、快餐店以及廉價食堂。雖有商店聚集，但是其規模並未足以形成商圈。
站前沒有計程車搭乘處，欲搭乘者必需徒歩至甲州街道。
- 京王電鐵失物招領所（徒歩3分）
- 京王frente明大前（車站大樓）
- 和泉給水所
- 東放學園專門學校杉並校舍
- 明治大學和泉校舍 - 人文、社會科學系學部的教養課程（部分為全課程）使用。
- 日本大學鶴丘高等學校（日语：日本大学鶴ヶ丘高等学校）
- 日本女子體育大學附屬二階堂高等學校（日语：日本女子体育大学附属二階堂高等学校）
- 日本學園中學校、高等學校（日语：日本学園中学校・高等学校）
- 世田谷區役所（日语：世田谷区役所）松原社區總體營造出張所
- 世田谷明大前郵便局
- 國道20號（甲州街道）
- 首都高速4號新宿線（最近的交流道為永福出入口）
- 築地本願寺和田堀廟所

## 圖片

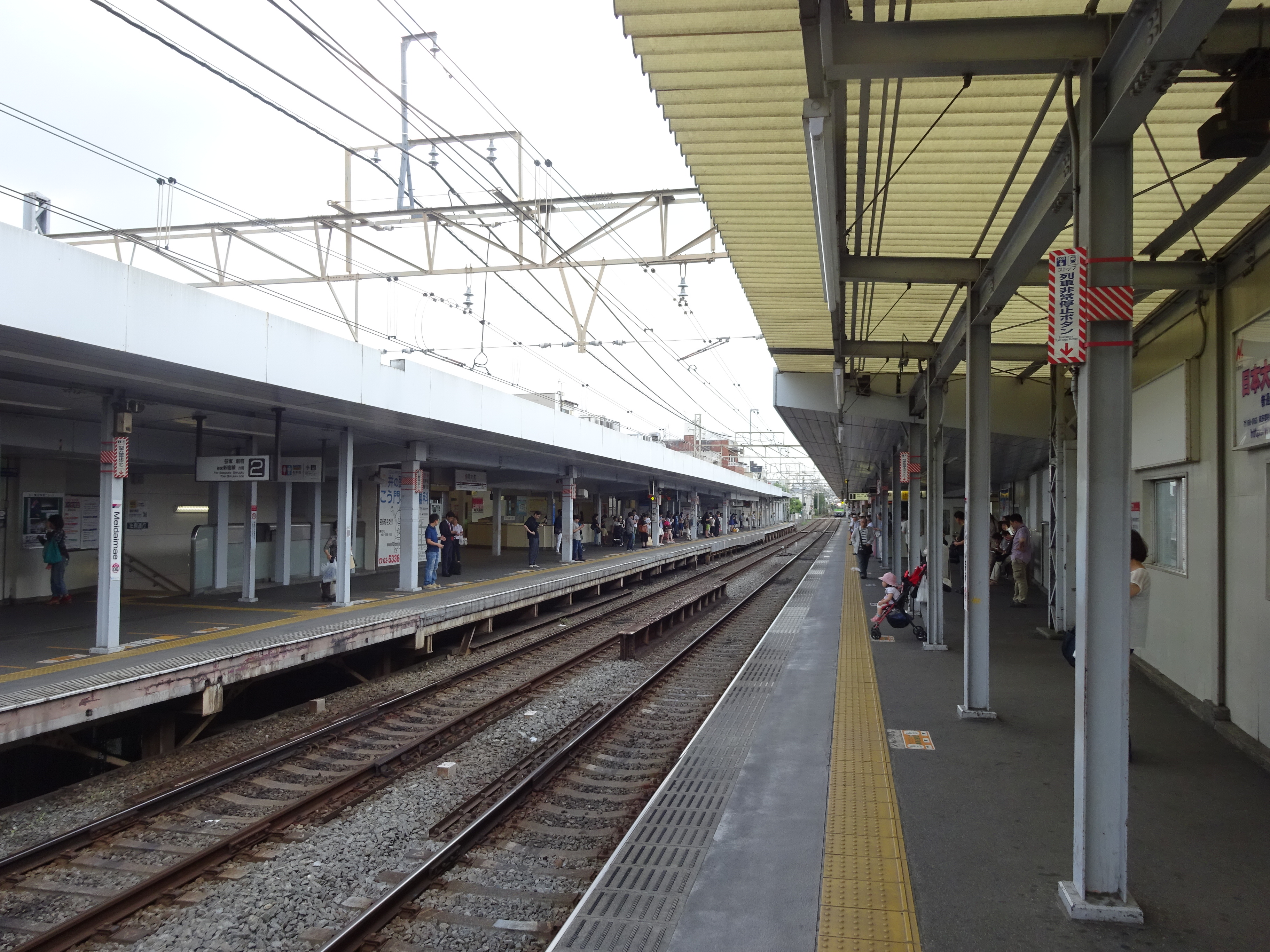
京王線月台（2015年9月）
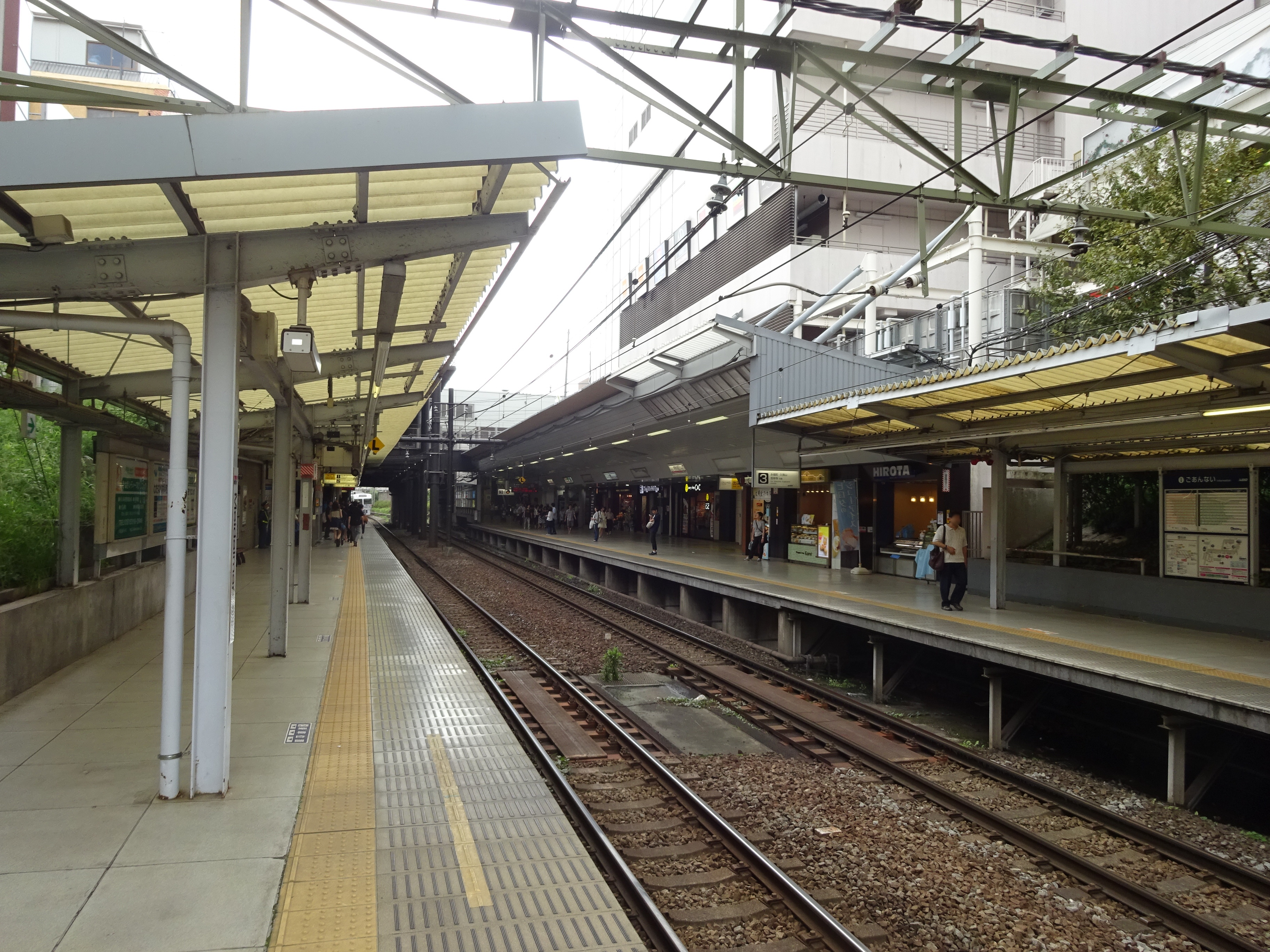
井之頭線月台（2015年9月）
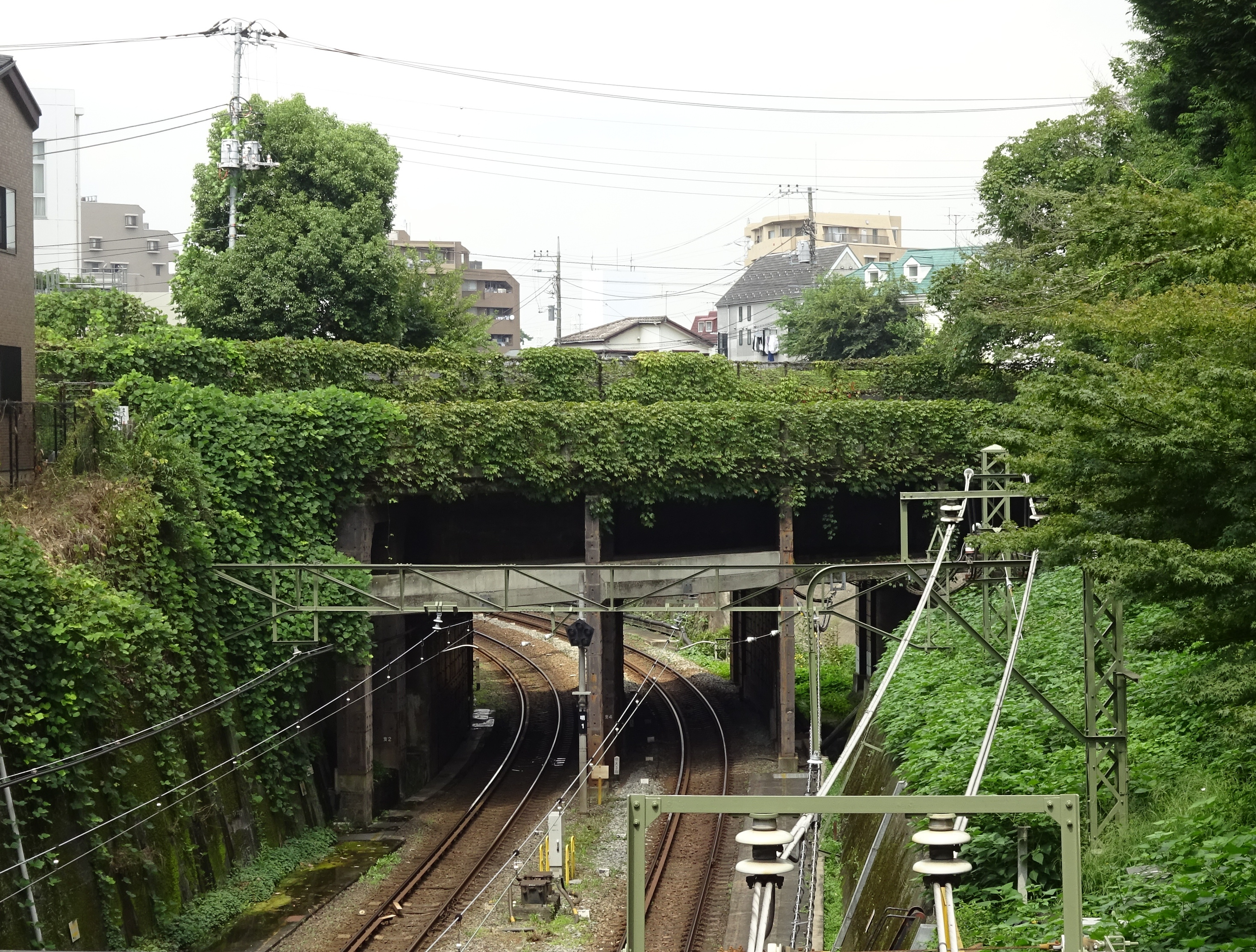
跨越井之頭線的導水管（2015年9月）
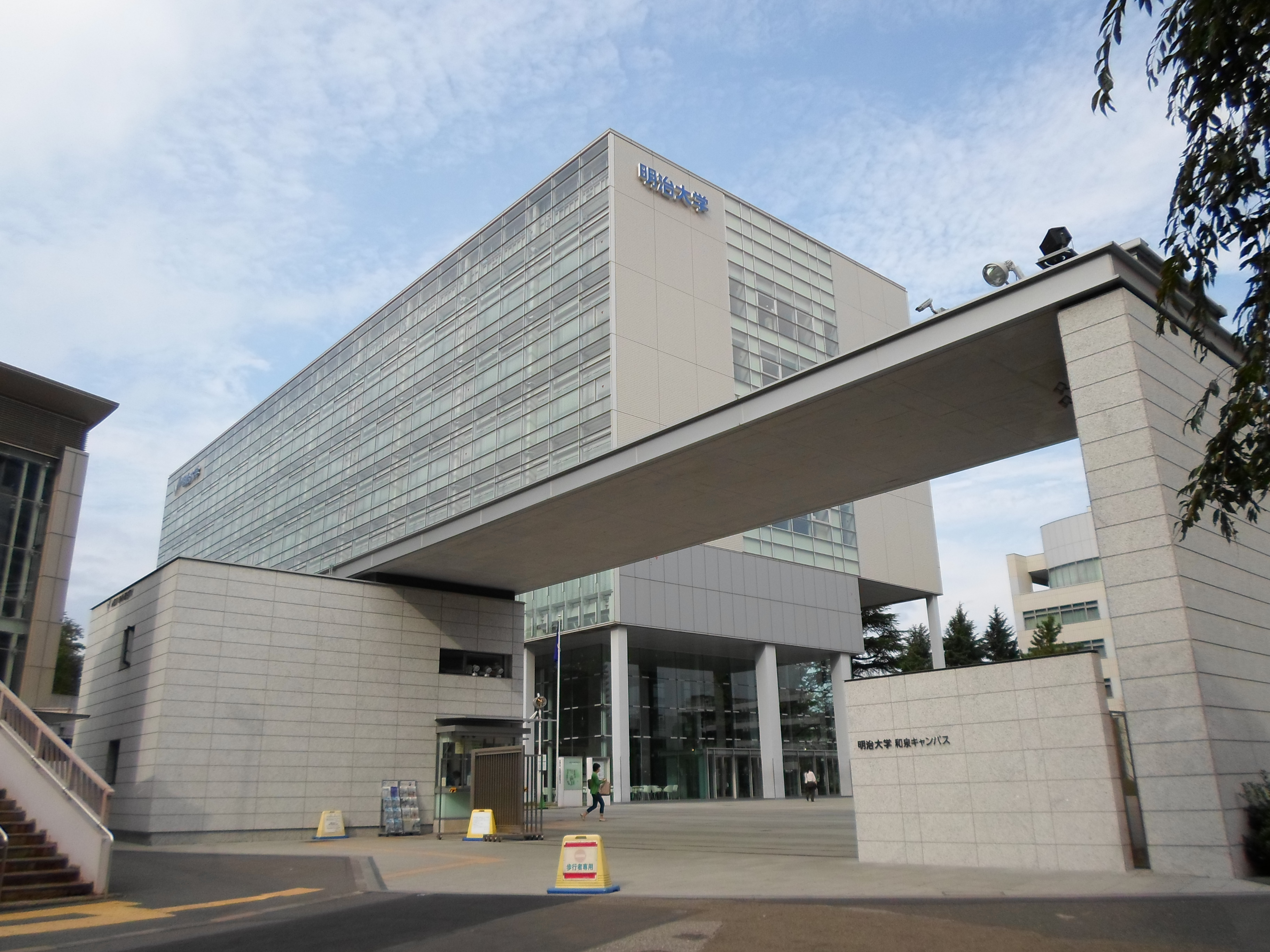
站名由來的明治大學和泉校舍（2014年10月）
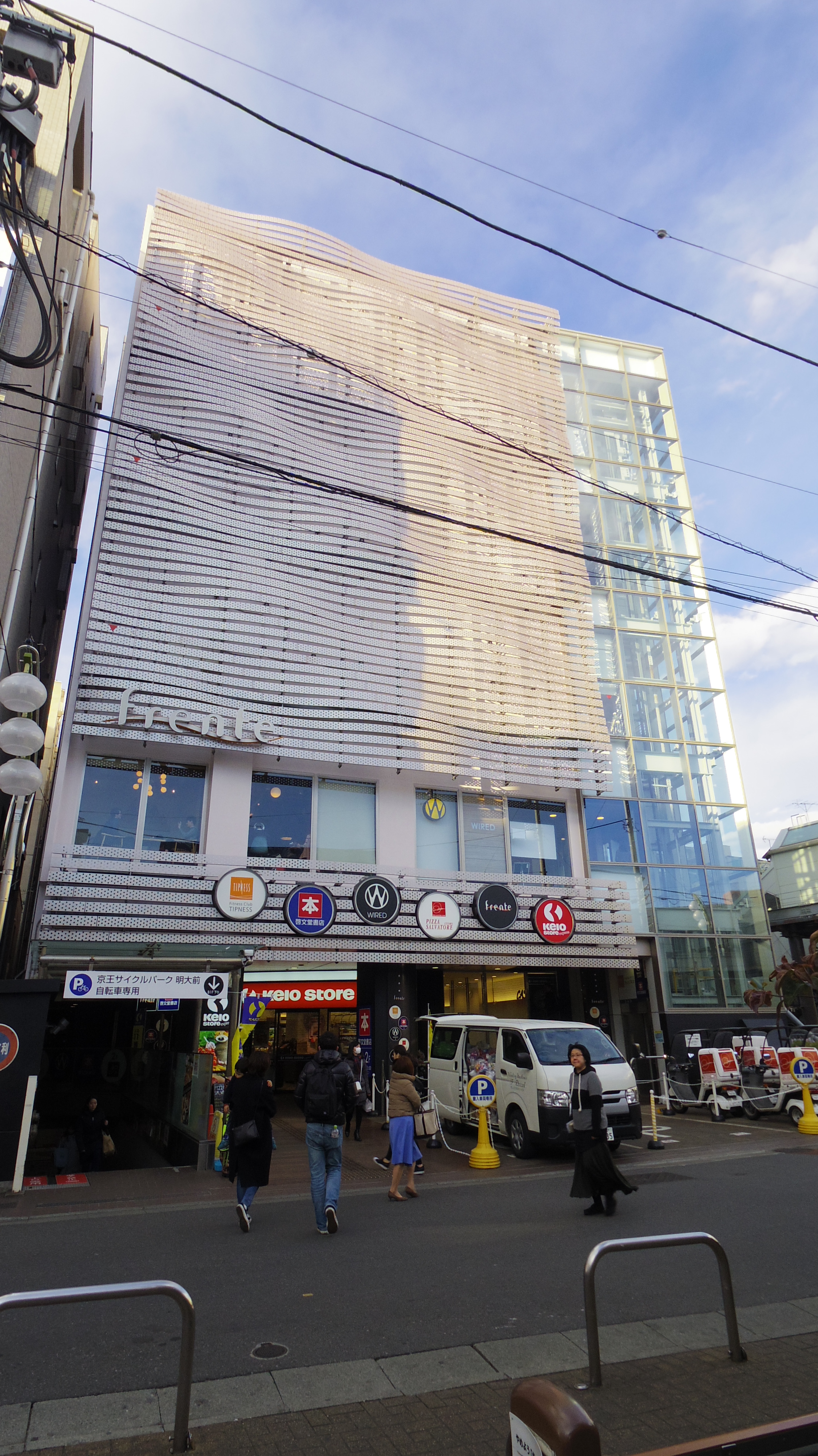
frente明大前（2018年2月）

## 相鄰車站
京王電鐵
 京王線
■特急
京王線新宿（KO01）－明大前（KO06）－調布（KO18）
■準特急
笹塚（KO04）－明大前（KO06）－千歲烏山（KO12）
■急行、■區間急行
笹塚（KO04）－明大前（KO06）－櫻上水（KO08）
■快速
笹塚（KO04）－明大前（KO06）－下高井戶（KO07）
■各站停車
代田橋（KO05）－明大前（KO06）－下高井戶（KO07）
 井之頭線
■急行
下北澤（IN05）－明大前（IN08）－永福町（IN09）
■各站停車
東松原（IN07）－明大前（IN08）－永福町（IN09）

## 外部連結
- 明大前 - 京王電鐵